# المنيعة (ردمان)

تعديل مصدري - تعديل

المنيعة هي إحدى قرى عزلة ال عامر بمديرية ردمان التابعة لمحافظة البيضاء، بلغ تعداد سكانها 38 نسمة حسب تعداد اليمن لعام 2004.